# Campo (Spagna)
Campo è un comune spagnolo di 323 abitanti situato nella comunità autonoma dell'Aragona.